# Samtgemeinde Eschershausen

Lage der Samtgemeinde im Landkreis Holzminden

Die Samtgemeinde Eschershausen war eine Samtgemeinde im Norden des Landkreises Holzminden in Niedersachsen mit Sitz in Eschershausen. Am 1. Januar 2011 schloss sich die Samtgemeinde mit der Samtgemeinde Stadtoldendorf zur neuen Samtgemeinde Eschershausen-Stadtoldendorf zusammen.

## Geografie
Die Mittelgebirgszüge Elfas, Vogler, Ith und Hils umgeben Eschershausen, das somit inmitten des Weserberglandes liegt.

### Samtgemeindegliederung

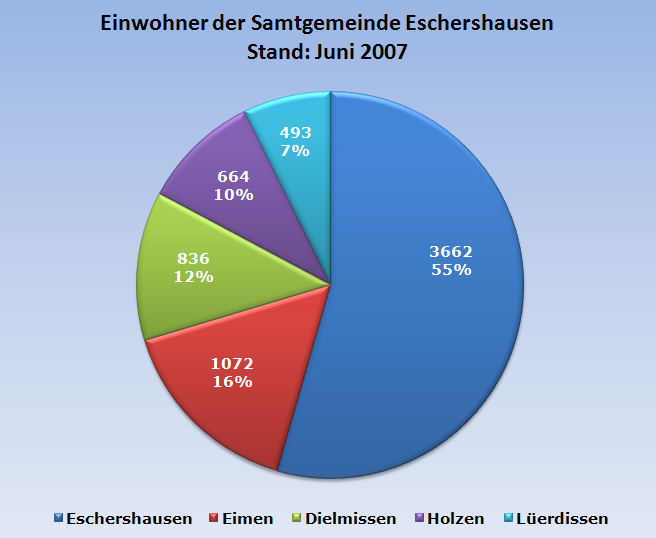
Einwohner in den Mitgliedsgemeinden der Samtgemeinde Eschershausen im Juni 2007

Die Samtgemeinde Eschershausen bestand aus den fünf Gemeinden Dielmissen, Eimen, Holzen, Lüerdissen und Eschershausen. Insgesamt wohnten 6.727 Einwohner in der Samtgemeinde, davon 3.662 in der Stadt Eschershausen (Stand: Juni 2007).

## Geschichte
Im Dezember 1996 lebten 7.612 Einwohner in der Samtgemeinde.
Die Samtgemeinde Eschershausen verfügte 2001 über 7,06 Millionen DM im Verwaltungshaushalt, und 562.000 DM im Vermögenshaushalt.
Am 12. Oktober 2009 vereinbarten die Samtgemeinderäte der Samtgemeinde Eschershausen und der Samtgemeinde Stadtoldendorf in Eschershausen die Fusion zur neuen Samtgemeinde Eschershausen-Stadtoldendorf, die am 1. Januar 2011 erfolgte.

## Politik

### Samtgemeindebürgermeister
- 2006–2010 Friedrich Mönkemeyer (ab 2004 hauptamtlich, zuvor Samtgemeindedirektor)
- 2001–2006 Heinrich Heppner (CDU)
- 1991–2001    Heinz Sassin (SPD)
- 1973–1991    Karl Dörries (SPD)

## Wirtschaft und Infrastruktur

### Bildung
In Eschershausen befindet sich eine Grundschule und das „Wilhelm-Raabe-Schulzentrum Eschershausen“', eine Haupt- und Realschule zur Versorgung der Stadt und der Samtgemeinde Eschershausen.

## Persönlichkeiten

### Söhne und Töchter der Samtgemeinde
- Wilhelm Raabe